# Шевчук Борис Іванович
Бори́с Іва́нович Шевчу́к (3 січня 1963 — 26 серпня 2014) — солдат Збройних сил України, учасник російсько-української війни.

## Життєпис
Народився 1963 року в селі Куражин (Новоушицький район, Хмельницька область). Закінчив Новоушицьку ЗОШ № 1, професійно-технічне училище. Працював на різних посадах — на Новоушицькому консервному заводі та інших підприємствах. Був активним учасником Революції Гідності. Доброволець, солдат, 24-й батальйон територіальної оборони «Айдар», псевдо «Електрик».
26 серпня 2014-го Борис з айдарівцями їхав в УАЗі, яким Василь Пелиш вивозив важко пораненого в живіт побратима до найближчої лікарні у Хрящуватому. По дорозі на трасі в районі Новосвітлівка — Хрящувате терористи влучили у авто із танка. Усі, окрім Василя, хто був в УАЗі — Борис, сержант Іван Лучинський та солдати Василь Білітюк і Сергій Кононко, загинули від вибуху.
Перебував у списках зниклих безвісти. 23 грудня 2014 року терористи передали українській стороні тіла 8 загиблих вояків. Упізнаний за експертизою ДНК.
24 лютого 2015-го похований в Новій Ушиці.

## Вшанування пам'яті
- Його портрет розміщений на меморіалі «Стіна пам'яті полеглих за Україну» у Києві: секція 3, ряд 2, місце 22
- Вшановується 26 серпня на щоденному ранковому церемоніалі вшанування українських захисників, які загинули цього дня у різні роки внаслідок російської збройної агресії[3]
- на його честь в Новій Ушиці пойменовано вулицю.[4]